# 184011 Andypuckett
184011 Andypuckett este un asteroid din centura principală de asteroizi.

## Descriere
184011 Andypuckett este un asteroid din centura principală de asteroizi. A fost descoperit pe 19 martie 2004 la Charleston, Illinois de Robert Holmes (astronom). Asteroidul prezintă o orbită caracterizată de o semiaxă mare de 2,43 ua, o excentricitate de 0,09 și o înclinație de 6,1° în raport cu ecliptica.